# ایزوسیانید

فرم کلی رزونانسی در ایزوسیانید ها

ایزوسیانید(به انگلیسی: Isocyanide) دسته ای از ترکیبات آلی هستند که شامل گروه عاملی -N≡C می‌باشد .این ترکیبات با سیانیدها (-C≡N) ایزومر محسوب می‌شوند.